# Chrysotus crosbyi
Chrysotus crosbyi är en tvåvingeart som beskrevs av Van Duzee 1924. Chrysotus crosbyi ingår i släktet Chrysotus och familjen styltflugor.
Artens utbredningsområde är North Carolina. Inga underarter finns listade i Catalogue of Life.